# Шериф (холдинг)
«Шери́ф» («Sheriff») — холдинг частных компаний в непризнанной Приднестровской Молдавской Республике. К 2021 году «Шериф» контролировал около 60 % легальной экономики ПМР, отчисляя в бюджет непризнанного государства более половины всех его доходов. Успехам «Шерифа» помогала поддержка со стороны первого президента ПМР Игоря Смирнова, который освободил «Шериф» от уплаты налогов и таможенных пошлин. Компания поддерживала политическую партию «Обновление», которая неоднократно избиралась в парламент ПМР. 

## История
Фирму «Шериф» в 1993 году, то есть спустя всего год после войны с Кишиневом, создали Виктор Гушан и Илья Казмалы. Первоначально компания занималась торговлей сигаретами и спиртом, а позже занялась торговлей другими видами продукции, чему способствовало близкое расположение региона к украинским портам в Одессе и Черноморске. «Шериф» занял практически монопольное положение в ПМР, контролируя сферу торговли, нефтяной рынок, телекоммуникации и средства массовой информации в республике. 
По итогам выборов 2020 года в парламент ПМР не прошёл ни один кандидат, не связанный с холдингом «Шериф», что сосредоточило всю власть в непризнанной республике в руках «Шерифа».

## Холдинг фирм

### Персонал структур холдинга
Холдинг торговых и производственных фирм «Шериф» состоит из сети супермаркетов, сети автозаправок, собственного телевизионного канала, сети мобильной и стационарной связи; владеет контрольными пакетами акций вино-коньячного и текстильного комбинатов, электрохимического завода, двух хлебокомбинатов, базы по выращиванию рыб; владеет спорткомплексом «Шериф» с футбольным клубом Шериф, собственным издательским домом и рекламным агентством и так далее. Общее число людей, работающих в холдинге во главе которого стоит ООО «Шериф», по данным на 2012 год составляла 13157 человек, а по состоянию на 2015 год оценивается примерно в 15-16 тысяч человек.

### История холдинга

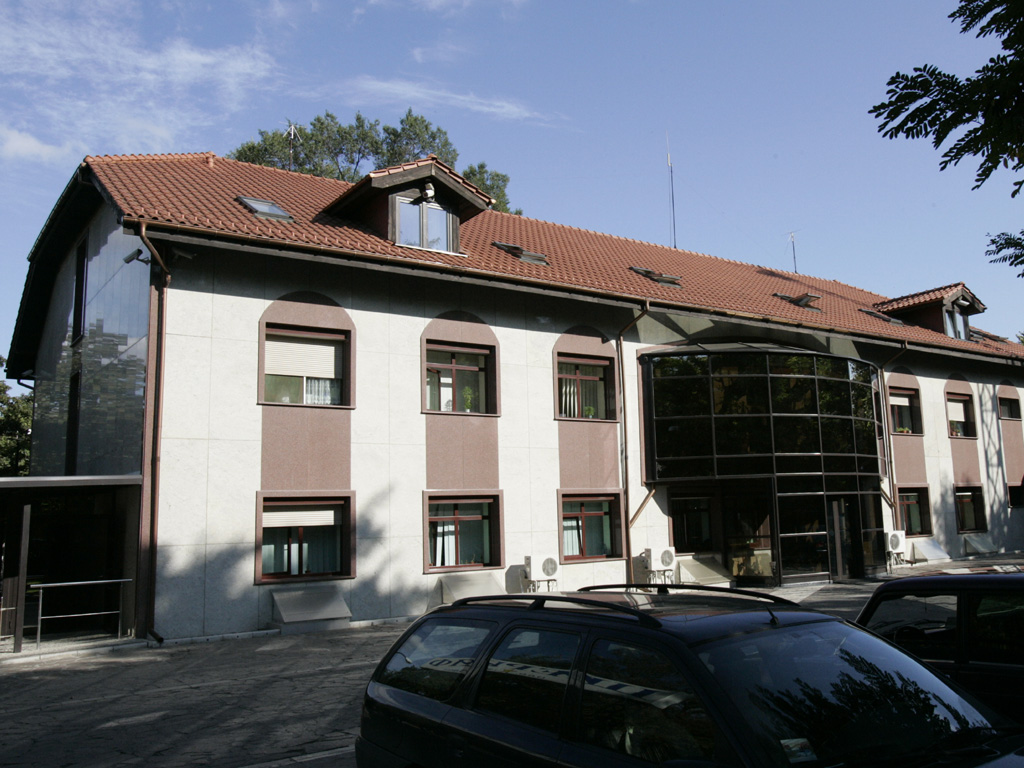
Старый офис «Шериф» в Тирасполе (до 2018 года)

Компания «Шериф» была основана 24 июня 1993 года. В 1996 году открывается сеть супермаркетов «Шериф». 4 апреля 1997 года был основан спортивный клуб «Шериф». В августе 1997 года компания «Шериф» начала создание многоканального телевидения по всей территории ПМР. 21 апреля 1998 года было создано строительное подразделение компании. В июне 1998 года введена в эксплуатацию первая автозаправочная станция «Шериф». В начале 1999 года был создан издательский дом «Дело». В мае 1999 года начал работу автоцентр «Мерседес-Бенц». 1 августа 2000 года началось строительство спорткомплекса «Шериф». В июле 2000 года был введён в эксплуатацию склад нефтепродуктов. В феврале 2003 года после приватизации и реконструкции начала работу Тираспольская нефтебаза. 22 января 2004 года было создано рекламное агентство «Эксклюзив». 23 мая 2005 года «Шериф» приватизирует Тираспольский хлебокомбинат и Тираспольский комбинат хлебопродуктов. 5 июля 2005 года открыт первый салон игровых автоматов. В октябре 2005 года была приватизирована и реконструирована Рыбницкая нефтебаза. 14 июля 2006 года был приватизирован Тираспольский винно-коньячный завод «KVINT». В 2006 году был построен комплекс «Акватир» по выращиванию, и промышленной переработке осетровых рыб, в том числе и производству натуральной чёрной икры на основе интенсивных технологий.

### Холдинг и конкуренция в ПМР
Холдинг Шериф, на протяжении многих лет, является самым крупным налогоплательщиком в Приднестровье.
Экономика ПМР высоко монополизирована, но в ПМР действует свой Комитет цен и антимонопольной деятельности Приднестровской Молдавской Республики, разрабатывающий меры по формированию рыночных отношений, развитию предпринимательства и конкуренции, выполняющий контроль за соблюдением антимонопольного законодательства ПМР на основе закона об ограничении монополистической деятельности и развития конкуренции в ПМР.
В вопросах оптовой и розничной торговли, а также связи и коммуникаций холдинг по свои объёмам реализации охватил более половины рынка ПМР.
Основными конкурентами холдингу «Шериф» на территории Приднестровской Молдавской Республики являются:
- супермаркет украинской компании «Фуршет»;
- оптовые базы приднестровских компаний «Цыта» и «Калиюга», филиалы ООО ТПФ «Интерцентр-Люкс» (в городах Тирасполь и Дубоссары, выпускающей сопутствующую пищевую продукцию (в дополнение к их основной швейной деятельности высокой моды); торговые центры: «ДИК» (Тирасполь), «Ян» (Тирасполь), «Гранд-Плаза» (Григориополь), «Континент» (Рыбница);
- оптовые базы и магазины агрофирм ПМР: «Рустас», «Агростиль», «Градина», «Солнце Дар», «Агростар» и многих других, тысячи частных предпринимателей (перекупщиков), торгующих на всех приднестровских городских и сельских рынках.

Основными конкурентами супермаркетам холдинга «Шериф» за пределами ПМР являются европейские компании в городах Молдовы, расположенных в пяти-пятидесяти-километровой зоне от городов Приднестровской Молдавской Республики основными конкурентами являются:
- гипер-маркет и супермаркеты Молдовы: «Metro» (немецкая группа компаний, управляющая третьей по величине торговой сетью в Европе и четвёртой — в мире), молдавские представительства украинского «Фуршета», «Green Hills», «Fidesco», «Parallel», «Linella», «Vichtoria», «Discount», «Vistarcom» и так далее, расположенные вблизи городов ПМР.

Основными конкурентами услугам связи «Интерднестркома» холдинга «Шериф» являются:
- местные интернет-провайдеры городов ПМР (Рыбница, Бендеры, Днестровск)
- провайдеры услуг связи Европы и Республики Молдовы: «Orange» (один из ведущих мировых телекоммуникационных операторов, оператор сотовой связи, а также интернет-провайдер), «Moldcell», чей радиус покрытия сигналом охватывает Приднестровскую Молдавскую Республику

на любой территории должно быть более четырёх операторов связи, что весьма полезно для абонентов, которые выигрывают за счёт конкуренции. В нашей республике конкурентная среда уже существует — в виде молдавских операторов связи, чьи передатчики покрывают практически всю территорию республики. Однако налоги государству они не платят.

«В данном случае государство не может повлиять на конкурентов, операторов молдавских. Конкурентная среда уже есть, наш оператор уже отслеживает наши фиксированные тарифы, чтобы они были где-то на таком уровне, чтобы сохранить своих потребителей», — пояснил Виталий Улитка.

## Консорциум холдинга «Шериф»

### Оптовая и розничная торговля

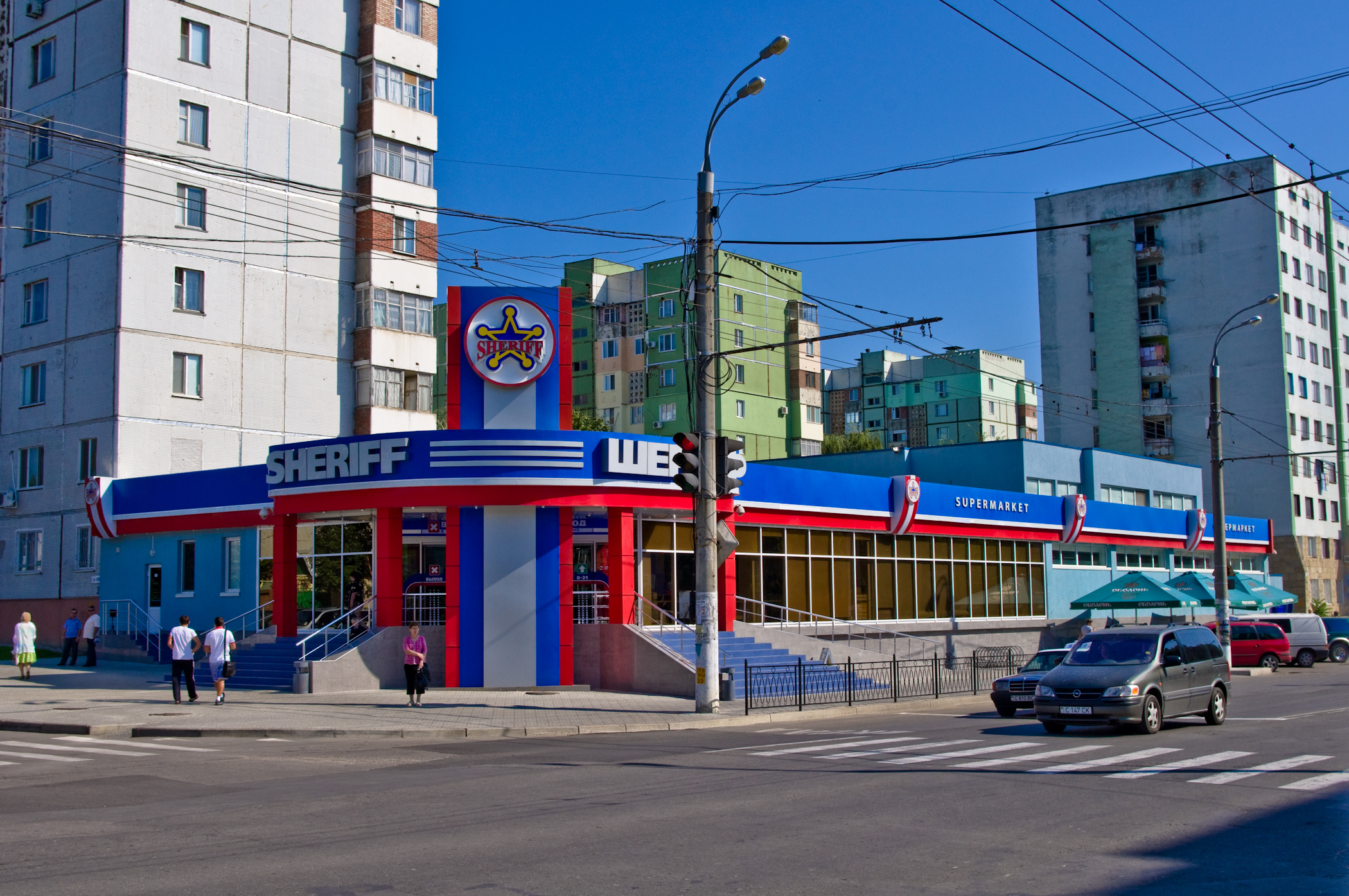
Супермаркет Шериф-13

Торговля продуктами питания, автомобилями и горюче-смазочными материалами, хозяйственными товарами и так далее.

#### Сеть супермаркетов, оптовых магазинов, минимаркетов
В настоящее время открыто 27 крупных торговых филиалов во всех городах Приднестровья (22 супермаркета, 3 оптовых магазина, 2 минимаркета): 12 в Тирасполе, 5 в Бендерах, 3 в Рыбнице, 2 в Дубоссарах и по одному в Григориополе, Слободзее, Днестровске и Каменке. Общая торговая площадь магазинов около 15-16 тысяч квадратных метров. Доля холдинга «Шериф» в розничной и оптовой торговли продуктами питания внутри ПМР колоссальна и оценивается в 50-55 % легального оборота, в то время, как оборот городских рынков известен лишь по отчётности владельцев патентов, и абсолютно неизвестен оборот людей, продающих продукцию своих собственных домохозяйств и приусадебных хозяйств.

#### Автоцентр, нефтебазы и АЗС
Холдинг владеет контрольным пакетом акций автоцентра, купил две нефтебазы и построил собственную независимую сеть автозаправочных станций.

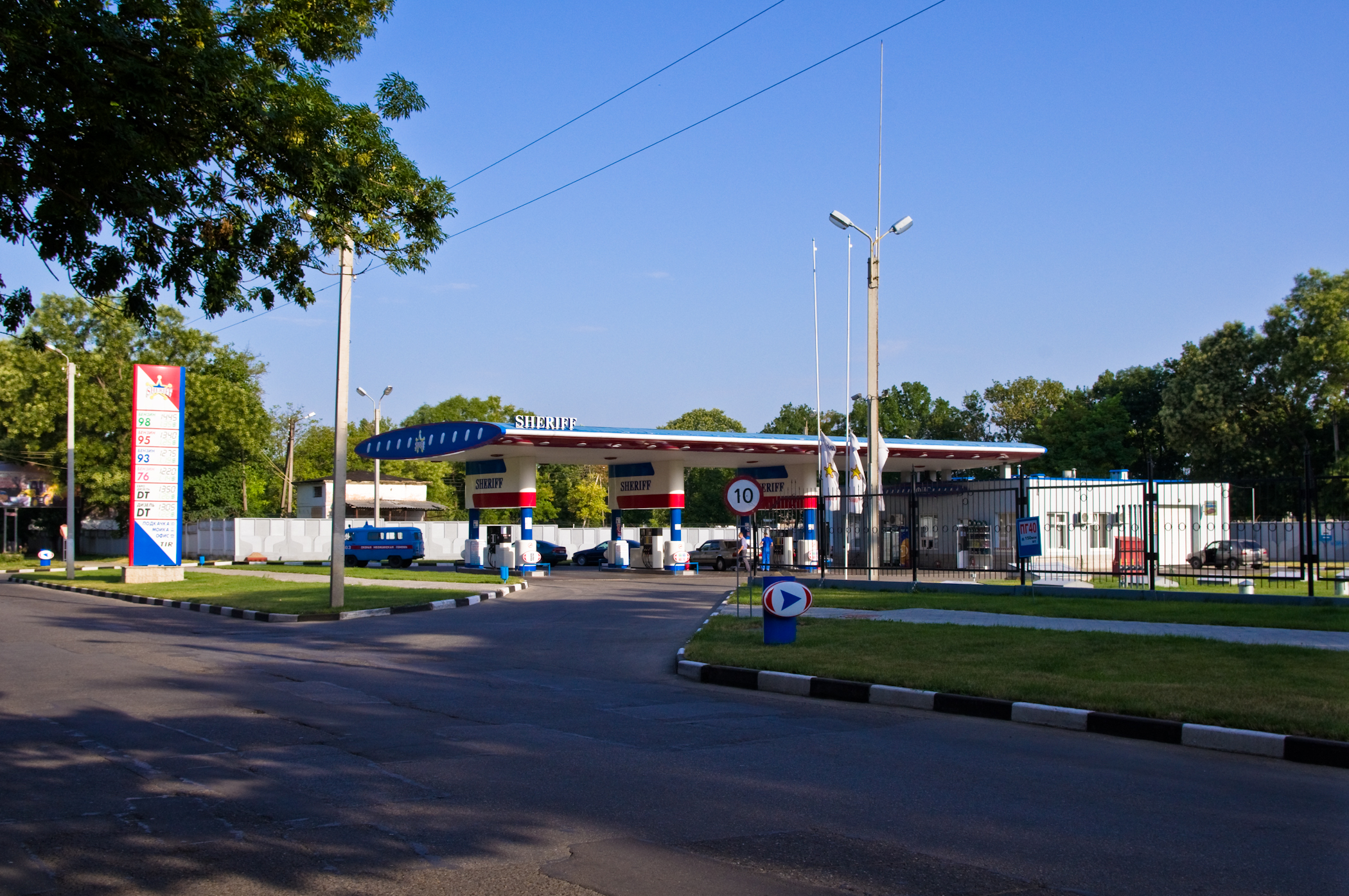
АЗС «Шериф» в Бендерах
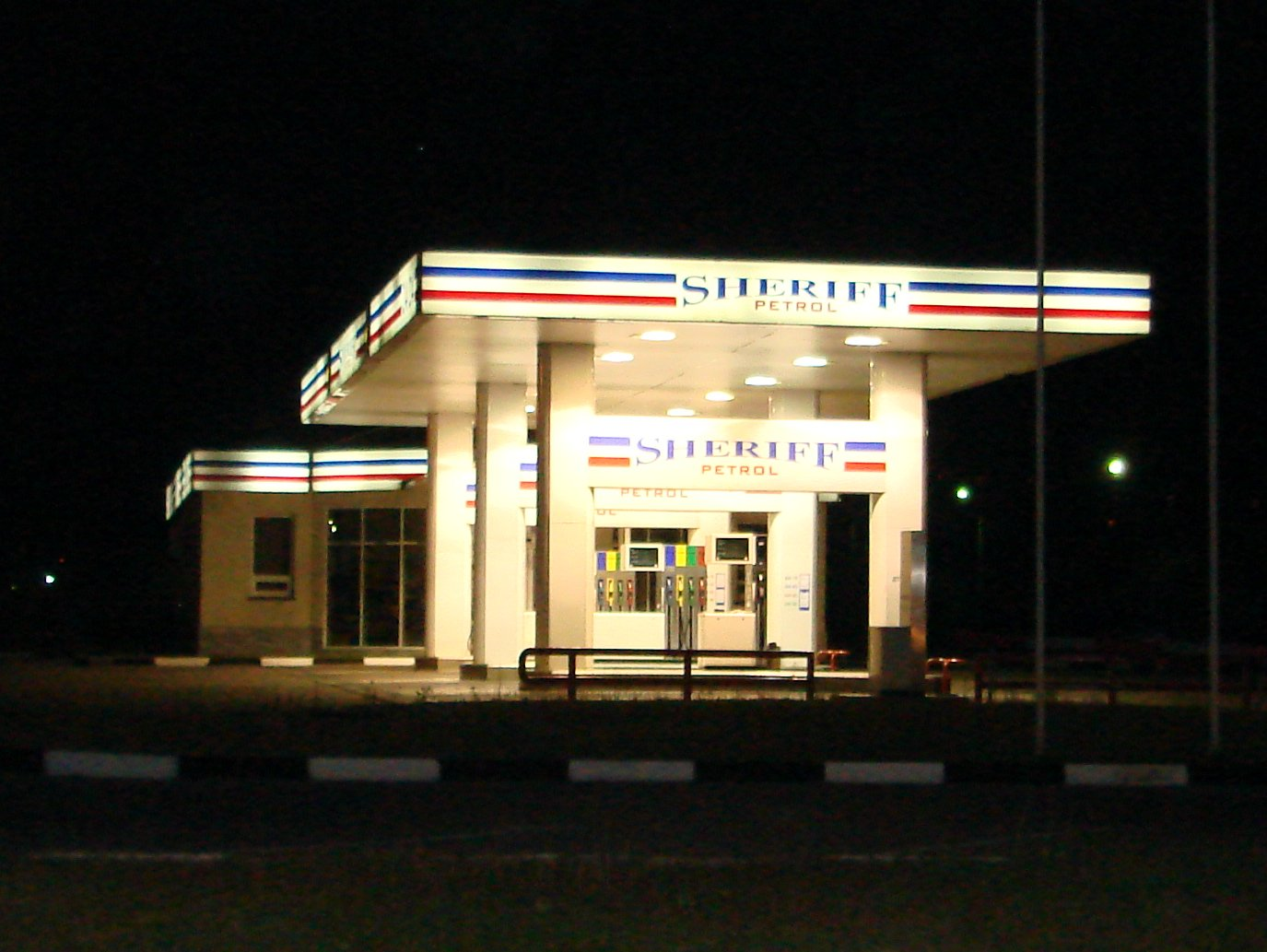
АЗС «Шериф» при въезде в Тирасполь
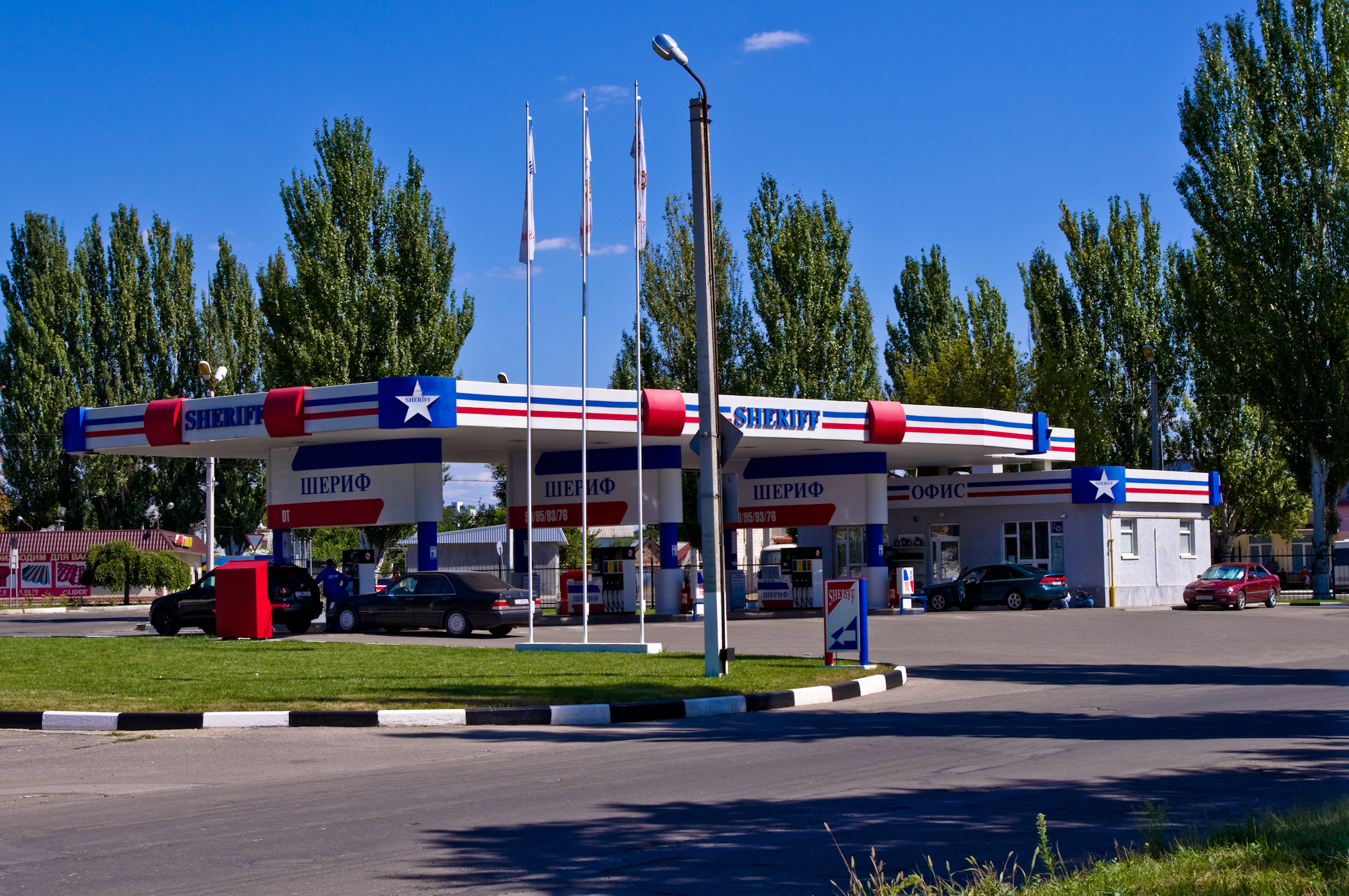
АЗС «Шериф» в Тирасполе (возле Парка Победы)

В 1998 году была открыта первая принадлежащая ООО «Шериф» АЗС в Тирасполе. На данный момент по всему Приднестровью открыто 15 станций (а также небольшие газовые заправки ЗАО «Метан-авто», чьим контрольным пакетом акций владеет АЦ «Мерседес-Бенц»), принадлежащих ООО «Шериф»: 7 из которых в Тирасполе, 3 в Рыбнице, 2 в Дубоссарах и по одной в Бендерах, Слободзее и Григориополе, а также 2 нефтебазы им 1 склад ГСМ. Доля холдинга «Шерифф» в сетях приднестровских АЗС относительно не велика (всего по ПМР около сотни принадлежащих различным собственникам АЗС, нефтебаз, складов ГСМ и так далее), так как АЗС ООО «Шериф» в основном сконцентрированы возле двух главных городов ПМР: Тирасполь и Бендеры.
Для приобретения ГСМ оптом в 2000 году в Тирасполе был построен склад нефтепродуктов. В 2003 году была приватизирована тираспольская нефтебаза, а в 2005 — рыбницкая.
Крупнейший автоцентр, но не единственный автодилер новых автомобилей ведущих марок мира в ПМР. Так же в состав ООО «Шериф» входит автоцентр «ТирАвто», специализирующийся на оптовой и розничной продаже автозапчастей и смазочных материалов для легковых и грузовых автомобилей, а также для промышленности и сельского хозяйства.

### Телекоммуникационные услуги

#### Телефонная связь

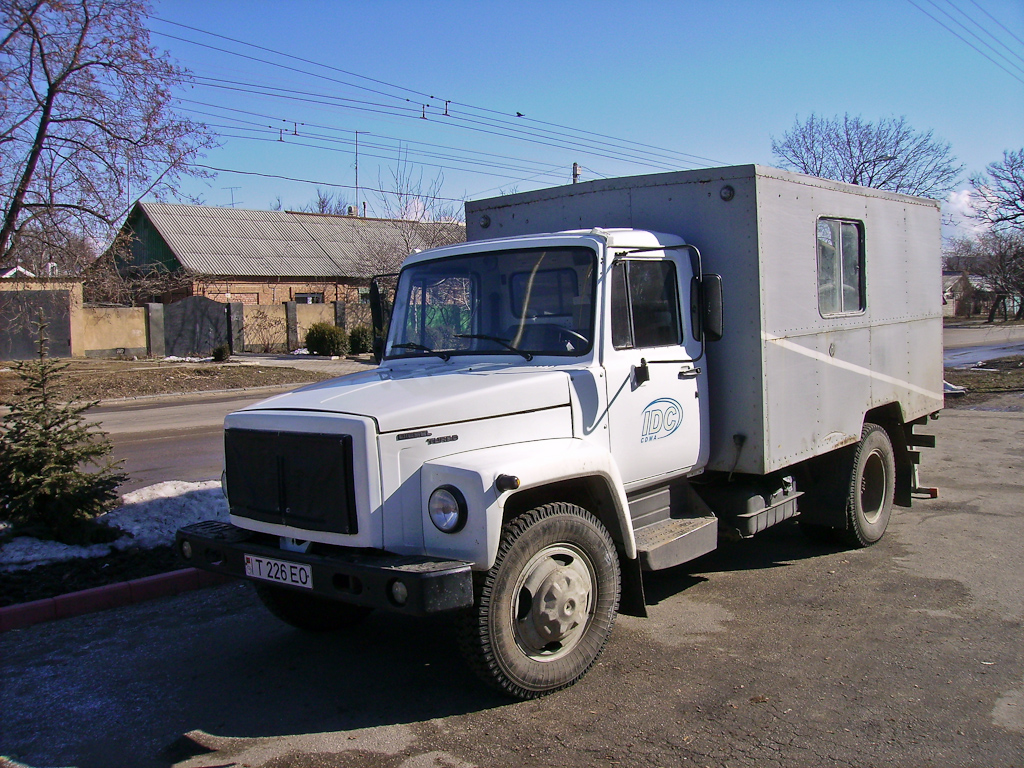
Аварийная бригада «Интерднестркома» в Тирасполе

Холдинг «Шериф» является монополистом в области мобильной и фиксированной телефонной связи в Приднестровье. Осуществляется компанией «IDC». Доля на приднестровском рынке оценивается в 80-85 %.

#### Мобильная связь. Телевидение и радио. Интернет
Дочерней компании «IDC» (Интерднестрком) принадлежат права на предоставление услуг телевидения, организованного в цифровом формате. Так же такое право принадлежит государственной компании «ТВ-ПМР» и бендерской муниципальной компании «БТВ» . Полный переход к цифровому вещанию ТВ во всех городах Приднестровья завершился в середине 2011 года.
Также в структуру IDC входит радиокомпания «Inter FM».
Дочерняя компания «IDC» также является единственным массовым организатором интернет-провайдинга в Приднестровье. Предоставление услуг Интернета осуществляется по «ADSL» технологии и мобильной технологии CDMA 1X «EV-DO» rev.A(0), а также посредством оптического канала связи «FTTH». В качестве альтернативы цифрового телевидения «IDC» организовано «IP-TV» («Ай-Пи-телевидение»), реализуемое физически посредством вышеупомянутых технологий «ADSL» или «FTTH». Компания предлагает своему абоненту широкий ассортимент рекомендованного «ADSL» оборудования компании PLANET, частотные разделители ANNEX A/B, цифровые приставки STB («SetTopBox»).

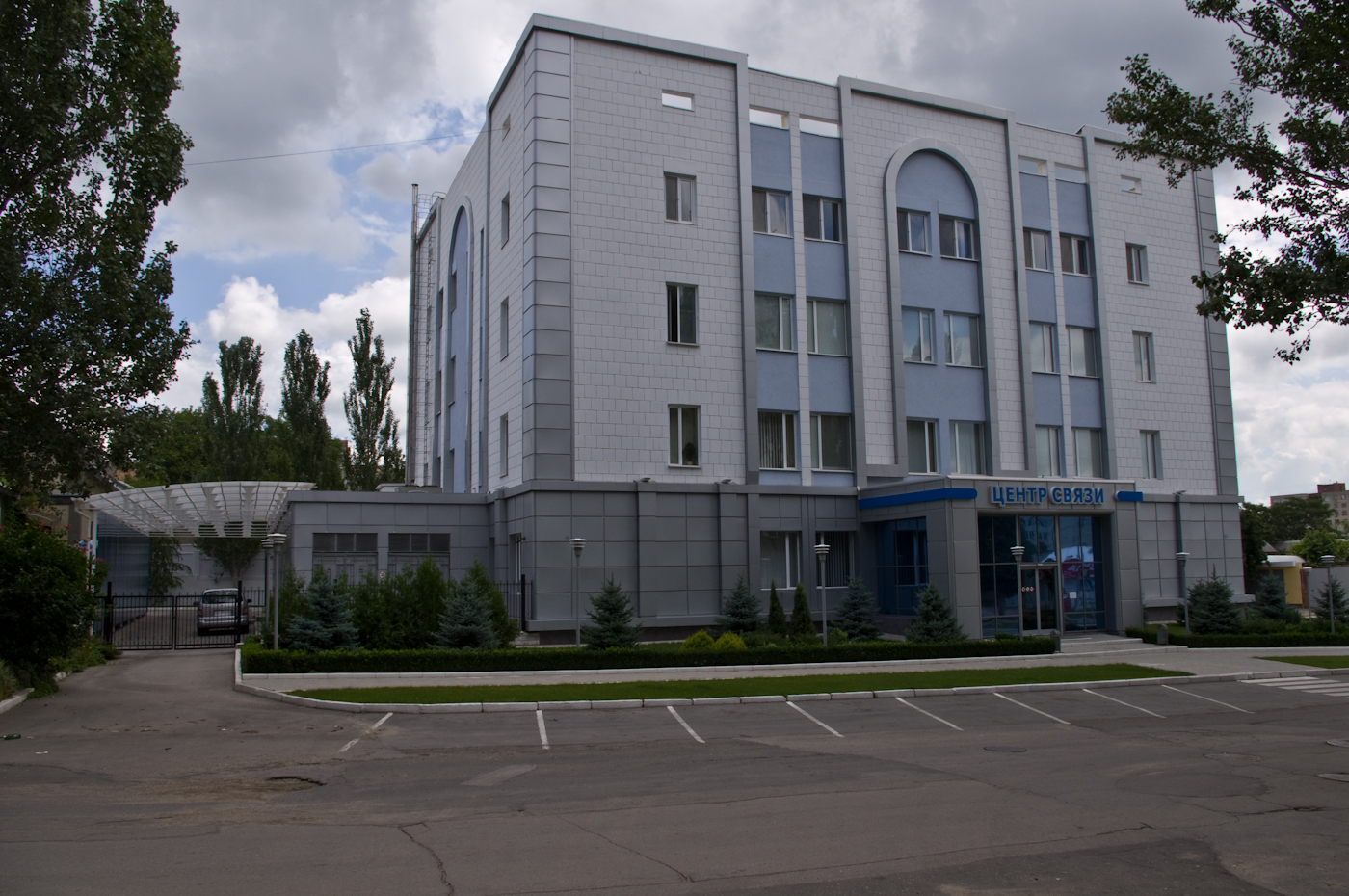
Центр связи Интерднестрком в Тирасполе
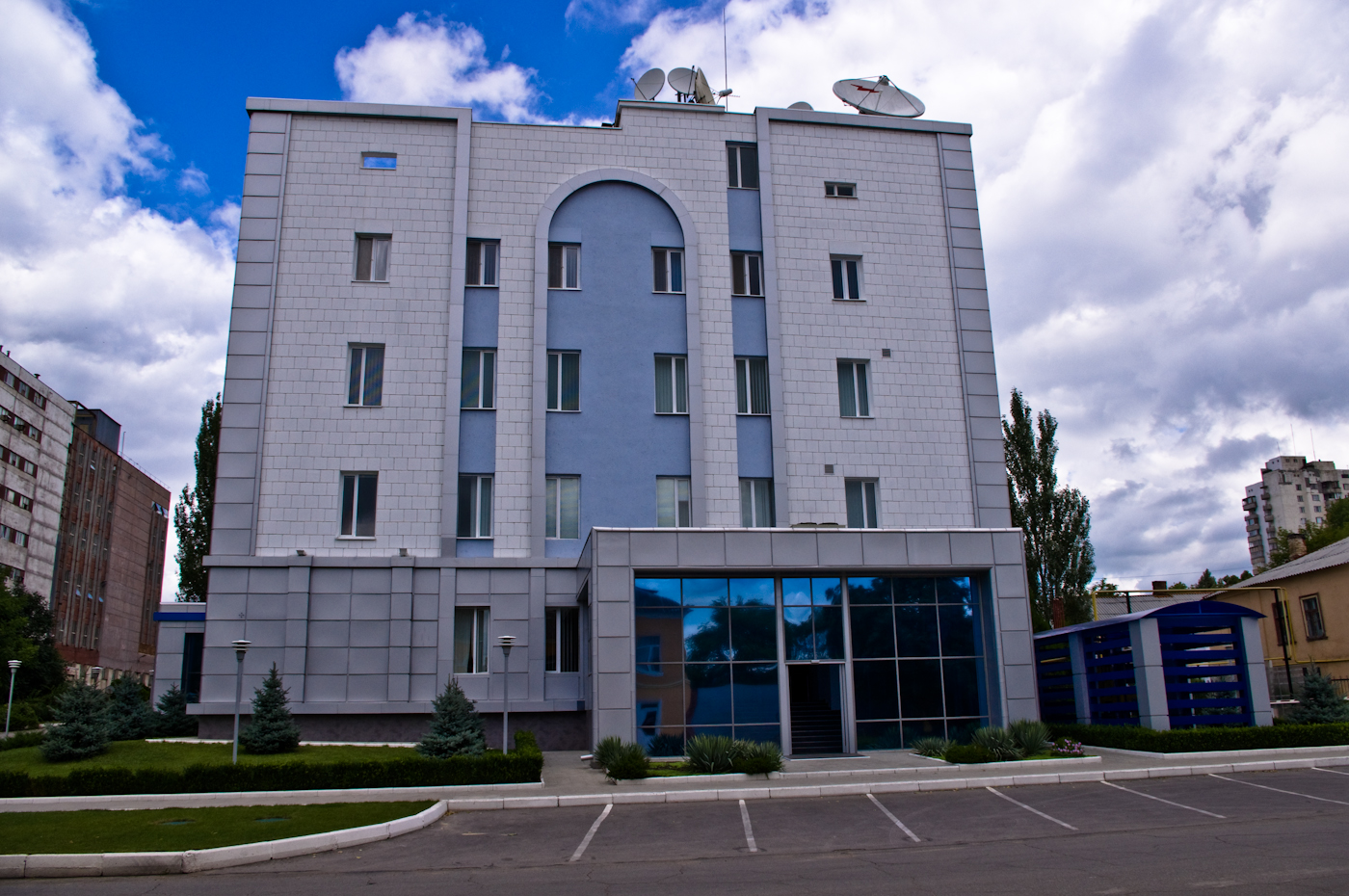
Центр связи
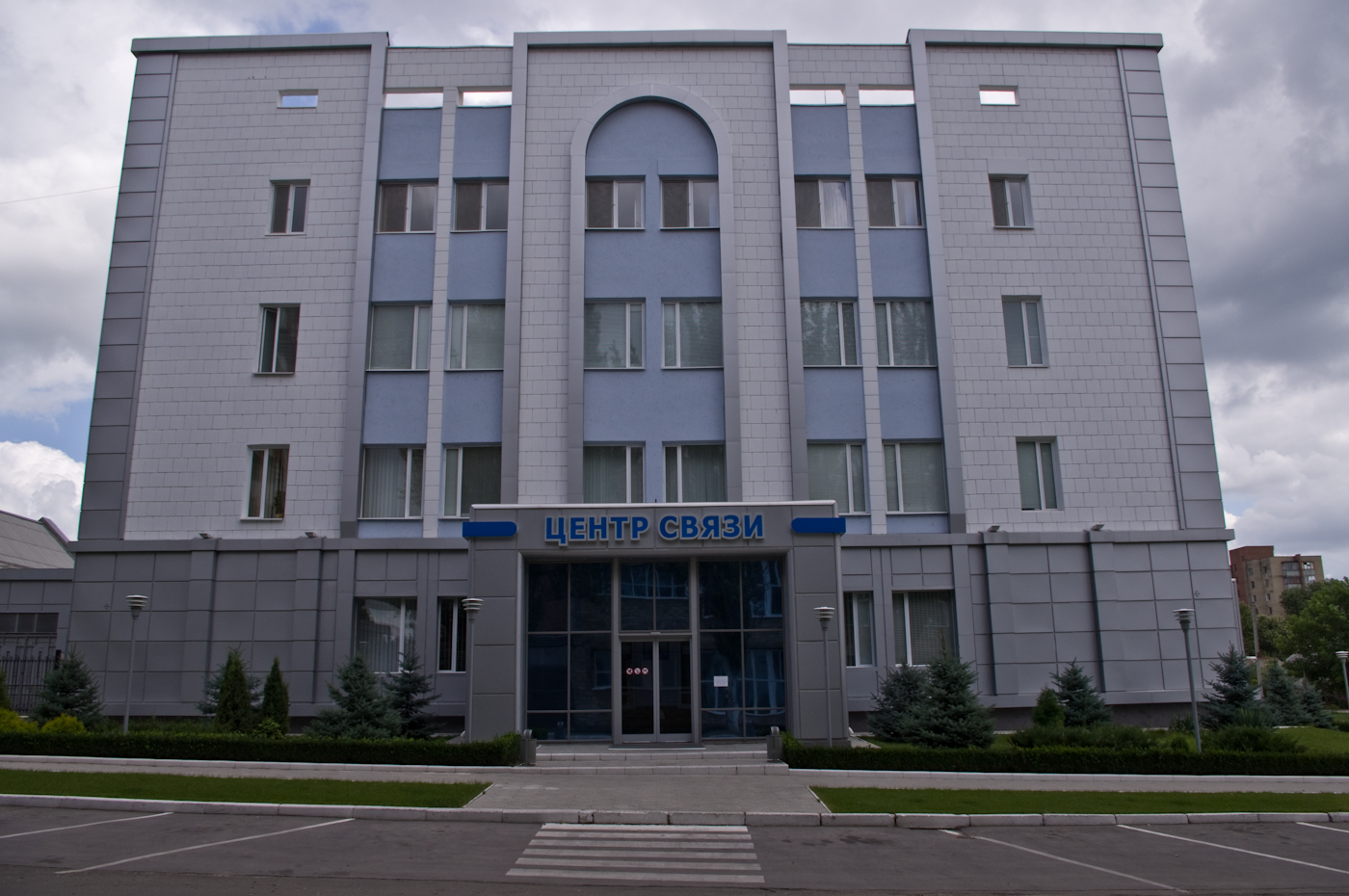
Интерднестрком

### Структуры холдинга в агропромышленом комплексе ПМР
Контрольные пакеты акций ряда предприятий ООО «Шериф» и ООО «Интерднестрком» купили в ходе приватизации или по итогам сделок купли-продаж акций с их прежними владельцами.

#### ТВКЗ «KVINT»

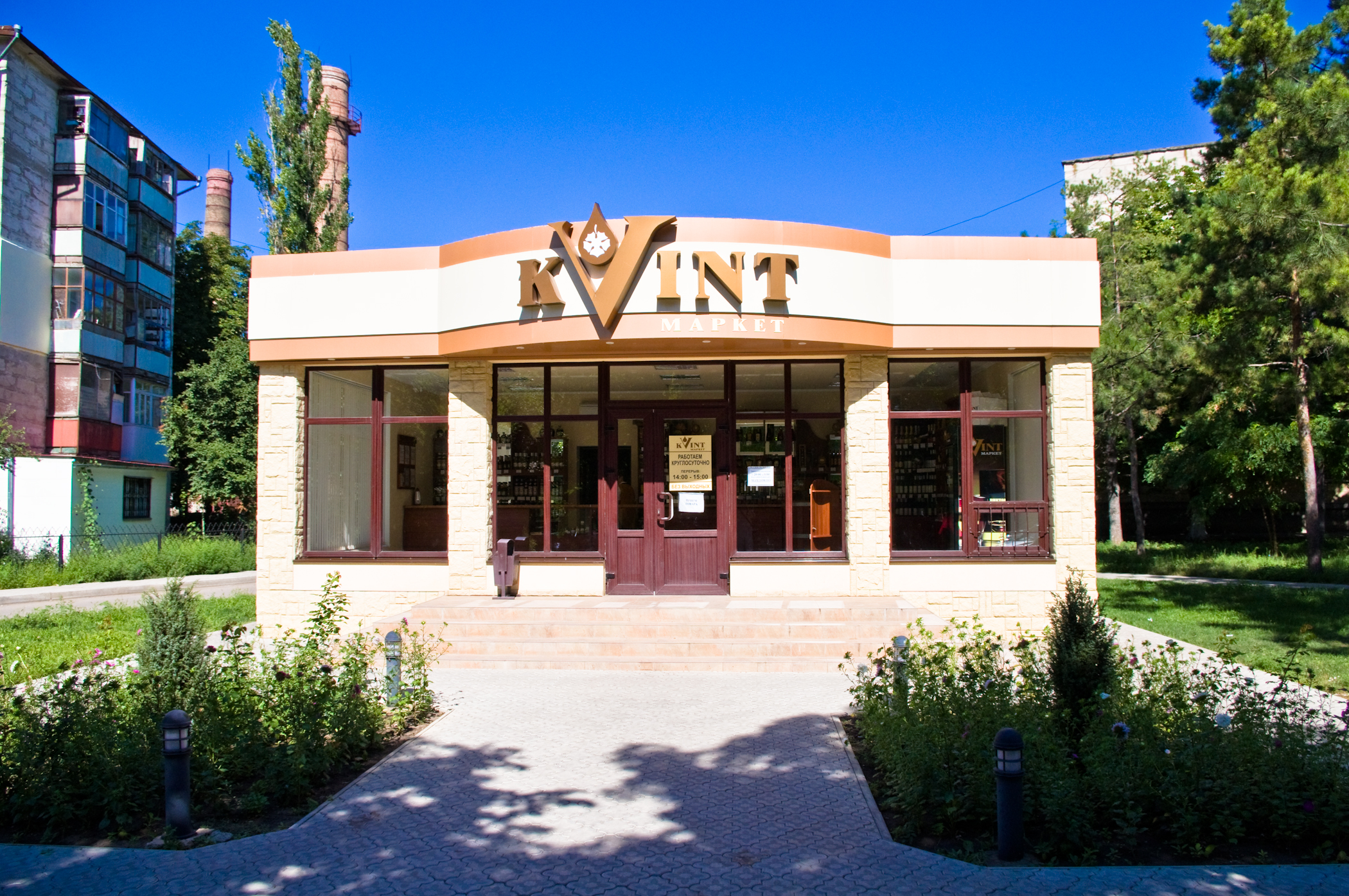
Магазин «Квинт» в г. Тирасполе

Компания является совладельцем Тираспольского вино-коньячного завода «KVINT».
«KVINT», в свою очередь, владеет:
- сетью магазинов ООО «Квинт-Маркет»
- цехом спиртования фруктов и производства виноградного вина в с.Дойбаны Дубоссарского района ПМР.

ТВКЗ KVINT Выпускает молдавские вина и коньяки выдержкой от 3 до 50 лет: «KVINT», «Тирас», «Нистру», «Дойна», «Сюрпризный», «Тирасполь», «Солнечный», «Виктория», «Юбилейный», «Чернецкий», «Суворов», «Князь Витгенштейн».
Генеральный директор ТВКЗ KVINT (с сыном) является собственником Дубоссарского завода «Букет Молдавии» с принадлежащему заводу полями выращивания винограда и ароматических трав, а также с сетью фирменных магазинов завода по всему Приднестровью. Винзавод «Букет Молдавии» расположен в городе Дубоссары в микрорайоне Лунга. Специализируется на выпуске вермутов и сопутствующей алкогольной продукции.

#### Тираспольский хлебокомбинат, Тираспольский КХП, Бендерский КХП

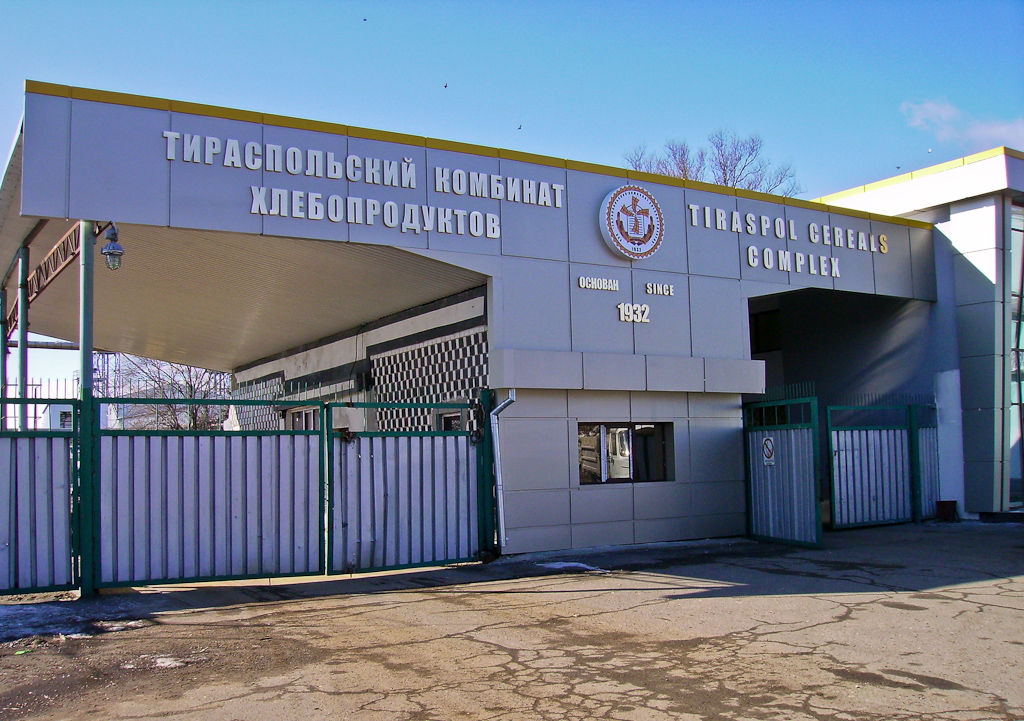
Тираспольский комбинат хлебопродуктов

Холдинг так же является собственником Бендерского комбината крахмалопродуктов, Тираспольского хлебокомбината и Тираспольского комбинат хлебопродуктов.
- Тираспольский хлебокомбинат производит различные сорта хлеба (пшеничные, ржаные, с полезными добавками), хлебобулочные сладкие изделия, кондитерские изделия (торты, пирожные, рулеты), баранки, сухарики, пряники, печенье, мучные изделия к праздникам (пасхальные, рождественские), минеральную воду и безалкогольные газированные напитки[19],
- Тираспольский КХП производит доработку (сушку и очистку) зерна, муку различных сортов[20], все виды круп, отруби и комбикорма,
- Бендерский КХП производит различные виды крахмалов и сиропов, различных видов крахмалопродуктов, как сопутствующей продукции переработки кукурузы (патока, глютен, экстракт и т. д.), сухие корма для сельскохозяйственных и домашних животных[21].

#### Осетровый комплекс «Акватир»
ООО «Акватир», основным владельцем которого является холдинг торговых и производственных фирм «Шериф» — предприятие по выращиванию рыб осетровых видов и производству натуральной чёрной икры стерляди, бестера и русского осетра с применением технологий в области осетроводства, соответствующим международным экологическим стандартам. Комплекс также занимается промышленной переработкой и реализацией осетровых и иных видов рыб и морепродуктов.
Проектная мощность осетрового комплекса составляет 50-80 тонн товарной рыбы и 5 тонн пищевой икры в год, но производительность цеха по переработке рыбы — до 500 тонн рыбной продукции в год. ООО «Акватир» зарегистрирован как экспортёр продукции, получаемой из животных, находящихся под угрозой уничтожения в соответствии с международной конвенцией CITES (Конвенция о международной торговле видами дикой фауны и флоры, находящимися под угрозой исчезновения Архивировано 26 сентября 2014 года.), а с 2011 года является членом NACEE (сеть центров по аквакультуре Центральной и Восточной Европы). Система менеджмента предприятия сертифицирована германской организацией по сертификации в области Международных стандартов качества TUV THURINGEN на предмет соответствия Международным стандартам ISO 9001:2008 и ISO 22000:2005. С 2013 года функционирует собственная, хорошо оснащённая лаборатория. В 2014 году в ходе сертификационного аудита ООО «Акватир» подтвердило соответствие сертификату безопасности пищевых продуктов FSSC 22000.
Производственный комплекс ООО «Акватир» создан таким образом, что управление всеми системами модуля полностью компьютеризировано; технология выращивания рыбы основано на замкнутом цикле водообмена, причём вода поступает из артезианской скважины и проходит несколько степеней очистки. Чёрную икру предполагается получать методом сдаивания (при этом сама особь остается живой).

### Структуры холдинга в лёгкой и электрохимической промышленности ПМР

#### Тиротекс
ЗАО «Тиротекс» (принадлежит ЗАО "Агропромбанк") — производственное хлопчатобумажное объединение в городе Тирасполе (Приднестровье), одно из крупнейших в мире текстильных предприятий. Продукция комбината «Тиротекс» поставляется на рынки Австрии, Германии, Греции, Италии, Голландии, Швеции, Швейцарии, Португалии, Румынии, Польши, США. Ткани «Тиротекс» выставлялись на международных ярмарках в Венгрии, Болгарии, Мексике, Германии, Финляндии и ежегодно выставляются на выставке Heimtextil во Франкфурте.

#### ЗАО «Молдавизолит». ООО «Инвест Капиталл Групп»
"ЗАО "Завод «Молдавизолит»" - производитель и поставщик широкого спектра фольгированных материалов для печатных плат, электротехнических электроизоляционных материалов (стеклотекстолиты, текстолиты, гетинаксы), текстолитовых и стеклотекстолитовых трубок и стержней, диэлектриков СВЧ-диапазона, композиционных материалов на основе полимерных плёнок, картона и стеклоткани (пленкоэлектрокартон, изофлекс 191, имидофлекс 292), пропитанных наполнителей (препреги), электроизоляционных лаков, смол, эмалей и компаундов."

### Банковская, спортивная и издательская составляющая холдинга

#### ЗАО Агропромбанк

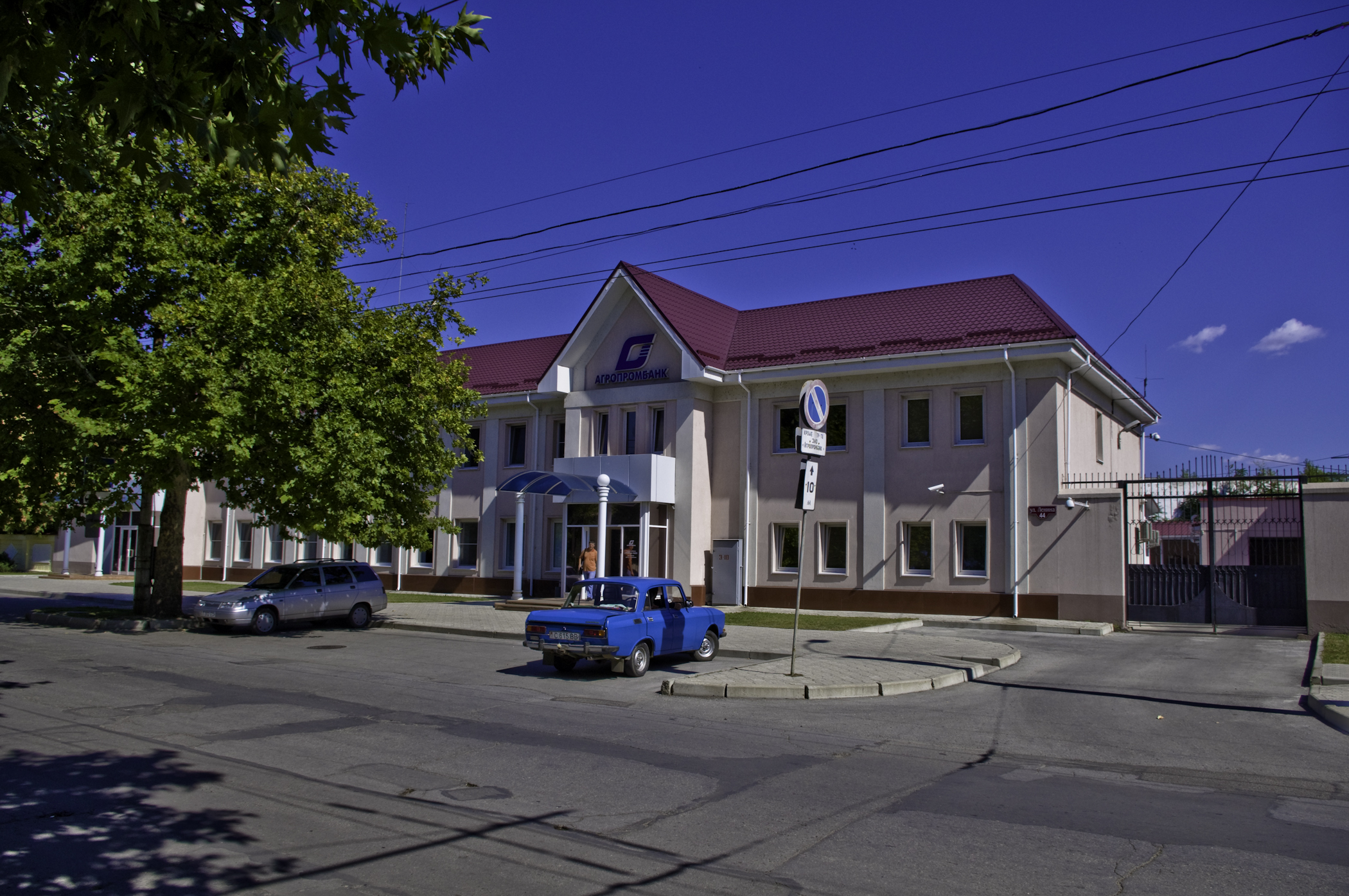
Агропромбанк — штаб-квартира

В состав холдинга так же входит ЗАО «Агропромбанк», осуществляющий все виды банковских услуг, работу с электронными картами ПМР «Радуга», работу «Интернет-банка» клиента по его усмотрению.
На рынке банковских услуг ПМР его теснит ЗАО «Сбербанк» и на равных идёт ЗАО «Ипотечный» (бесплатно открывающий счета частным лицам — гражданам Приднестровской Молдавской Республики). Далеко позади от ЗАО "Агропромбанк"а остался ЗАО «Тираспромстройбанк» и ряд других банков ПМР, так же как и ЗАО «Агропромбанк» имеющие (все банки ПМР вместе) около тысячи филиалов и обменных касс по всем городам, посёлкам, большим и малым сёлам ПМР. По количеству филиалов на местах лидером в ПМР является так же ЗАО «Сбербанк» 26 июня 2014 года в состав ЗАО «Агропромбанк» вошёл Тиротекс Банк.

#### Спорткомплекс и футбольный клуб

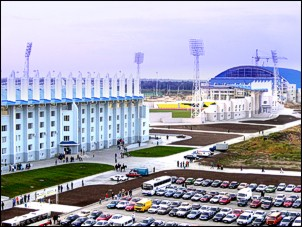
Спортивный комплекс «Шериф»

Холдинг «Шериф» построил СК «Шериф» (соответствующий требованиям приёма матчей лиги чемпионов и лиги Европы; с большой, малой и крытой аренами с естественным, комбинированным и искусственным газонами, соответствующим любым, даже самым жёстким требованиям футбольных Евростандартов, с современными тренировочными полями для различных видов спорта, гостиницами для спортсменов и для болельщиков, мужскими и женскими раздевалками, бассейном и водными площадками для различных видов спорта, саунами). Спорткомплекс является домашней ареной для ФК «Шериф», так же принадлежащему холдингу «Шериф». Арендует спортивный комплекс «Шериф» в качестве домашнего стадиона ФК «Тирасполь». Компания так же располагает собственной аптечной сетью ООО «Медин» и владеет ЗАО "Гостиница «Дружба» в центре г.Тирасполь.

#### Рекламный бизнес и издательский дом
В 1999 году при ООО «Шериф» образовалось рекламное агентство «Классика» (основные направления: изготовление и прокат ТВ рекламы, наружная реклама) которое затем было расформировано, а большая часть работников перешла работать во вновь образовавшееся 1 сентября 2002 года рекламное агентство «Центр», входящее в структуру СК «Шериф». Основными направлениями деятельности считалась наружная реклама и реклама на СК «Шериф». Позже агентство сменило название на «Эксклюзив».
ООО «Шериф» так же имеет свой издательский дом «Дело» в Тирасполе.

## Реквизиты

### Руководство
- Президент — Гушан Виктор Анатольевич
- Генеральный директор — Огирчук Дмитрий Васильевич
- Первый заместитель генерального директора — Шкильнюк Порфирий Владимирович

### Адрес главного офиса компании
ПМР, Тирасполь, ул. 25 Октября, 99.